# Chapelle du Carrefour
La chapelle du Carrefour, appelée aussi chapalle Jacoby, est une chapelle de l'Église catholique située dans le village de Vaux-Chavanne appartenant à la commune de Manhay au nord de la province de Luxembourg en Belgique. La chapelle est classée au patrimoine culturel immobilier de la Région wallonne.

## Localisation
La chapelle se trouve au carrefour de deux rues du village ardennais de Vaux-Chavanne : Haut Vâ (route nationale 651) et Villers de Chavan, en face de la ferme en U sise au no 17 de Haut Vâ et à droite de la maison située au no 2 de Villers de Chavan. Des arbustes ont été plantés à l'arrière de l'édifice.

## Histoire
Des sources contradictoires font remonter la construction de la chapelle au XVIIe siècle, au XVIIIe siècle et au XIXe siècle. Bien que ce type de construction fasse davantage penser à un édifice du XVIIIe siècle, il est admis que la chapelle a été bâtie au milieu du XIXe siècle par les frères Lambert et Jean-Joseph Libar qui habitaient la ferme située en face. Plus tard, le petit édifice prend le nom de chapelle Jacoby, empruntant le patronyme d'une famille voisine.

## Description
Bâtie en moellons de grès de la région et pierres de taille calcaires blanchis, la chapelle, de dimension modeste (côtés de la base d'environ 2 m), a été réalisée suivant un plan architectural original. Cet édifice est ouvert et les côtés de la chapelle sont doublés latéralement jusqu'à mi-hauteur par des murets, La toiture à quatre pans est recouverte de cherbins, de grandes ardoises de la région, brutes et arrondies et surmontée au sommet d'une petite croix en fonte.
Le chœur possédait un Christ en bois peint du XVIIe siècle ou du XVIIIe siècle mais il fut volé en 1991. Il a été remplacé par un modèle semblable réalisé par Marcel Voz.

## Classement
La chapelle est reprise depuis le 29 septembre 1978 sur la liste du patrimoine immobilier classé de Manhay.

## Source et lien externe
- « La chapelle du carrefour », sur Cirkwi, 27 novembre 2021 (consulté le 13 juin 2023)